# MSC Divina
El MSC Divina es un crucero de la clase Fantasia, que es propiedad y es operado por MSC Cruceros. Entró en servicio el 27 de mayo de 2012 de forma oficial, aunque el buque, ya realizó un viaje desde Saint-Nazaire hasta Marsella pasando por las ciudades de Lisboa, Cádiz, Gibraltar y Valencia, que comenzó el 19 de mayo de 2012. El buque es una versión mejorada de sus compañeros de la clase Fantasía, los MSC Splendida y MSC Fantasía.

## Origen del nombre
Originalmente, el MSC Divina iba a ser bautizado como MSC Fantástica. Sin embargo, la actriz Sofía Loren había revelado a Gianluigi Aponte, propietario de MSC Cruceros, y amigo íntimo de la actriz, que un día le gustaría que hubiese un barco que le hiciese tributo a ella. Fue un deseo que de inmediato vio cumplido, y por el que sugiere que el nombre que recibiese la nave fuese Divina. La ceremonia de nombramiento está prevista para el 26 de mayo de 2012 en Marsella, está planificada para que se realice como viene siendo tradición de MSC Cruceros, bautizando a sus nuevos barcos en un puerto importante para la compañía naviera, siendo la madrina la misma.

## Intinerarios
El MSC Divina, en sus primeros meses en funcionamiento tiene previstos tres intinerarios diferentes que son:
- Del 19 al 26 de mayo: Saint-Nazaire, Lisboa, Cádiz, Gibraltar, Valencia y Marsella.
- Del 27 de mayo al 2 de junio: Marsella, Civitavecchia, Taormina, Malta, Dubrovnik y Venecia.
- Del 2 de junio hasta el 27 de octubre: Venecia, Bari, Katakolon, Estambul, Esmirna, Dubrovnik y Venecia de nuevo.

## Equipamiento y dimensiones
El buque tiene 333,3 metros de longitud , 38 metros de ancho y 67,7 metros de altura. Puede viajar a una velocidad de hasta 23,7 nudos (43,9 km/h, 27,3 mph). Dispone de 1739 camarotes, lo que significa que dispone de más de 100 camarotes adicionales en comparación con sus dos barcos gemelos. Como parte de la clase Divina o Fantasía modificado, el MSC Divina tiene dos ascensores adicionales. El arquitecto naval Jorio Design International también presentó una cubierta completamente rediseñada, además de un nuevo restaurante. El exclusivo MSC Yacht Club que ha sido ampliado y rediseñado y cuenta con muchas mejoras. El concepto del buque permite a los huéspedes el máximo nivel de confort y privacidad. MSC Divina cuenta con una versión revisada posterior-sala de estar, casino y discoteca, además de una "piscina infinita" nueva y exclusiva para adultos. Áurea Spa tendrá masaje balinés, saunas, baño turco, y mucho más. El MSC Divina también estrenará el Áurea Spa Suites, éstas son exclusivas de los miembros del Yacht Club y forman parte del complejo MSC Yacht Club. También cuenta con varias mejoras con el fin de mantener a los huéspedes entretenidos. Estos incluyen el nuevo cine "4D" junto con un simulador de Fórmula 1.

## Incidentes
Alrededor de las 6 de la mañana, el 30 de septiembre de 2019, la señal de hombre al agua despertó a todos los pasajeros. Iba en camino hacia Valencia. El barco  dio la vuelta y rescató al hombre (o mujer) más tarde.